# Moniliformis myoxi
Espèce
Synonymes
- Echinorhynchus myoxi Galli-Valerio, 1929 - protonyme

Moniliformis myoxi est une espèce d'acanthocéphales de la famille des Moniliformidae. C'est un parasite digestif du Lérot découvert par Galli-Valerio en 1929.